# Crinum x amabile
A Crinum x amabile az egyszikűek (Liliopsida) osztályának spárgavirágúak (Asparagales) rendjébe, ezen belül az amarilliszfélék (Amaryllidaceae) családjába tartozó termesztett hibridnövény, mely a Crinum asiaticum és a Crinum zeylanicum keresztezéséből jött létre.

## Megjelenése
Évelő, lágy szárú növény mely 7,6-10,1 centiméteres, húsos hagymagumóból bő ki. Bőrszerű tapintású egyenes levelei csokorban nőnek. A 30-90 centiméter magas száron erős illatú, fehér, vörös, lila vagy rózsaszínű virágok ülnek. A virág, körülbelül 15,2 centiméteres tölcsérből áll, melynek végén 6 szirom ül. Tavasztól őszig virágzik. A termése több karéjú toktermés, mely 2,5-5 centiméter vastag is lehet.

## Életmódja
A nedves területeket kedveli; emiatt a kerti tavacskák egyik dísznövénye. Mérsékelt Napsütést vagy félárnyékot igényel. Fogyasztásra nem alkalmas, mivel mérgező.

## Képek

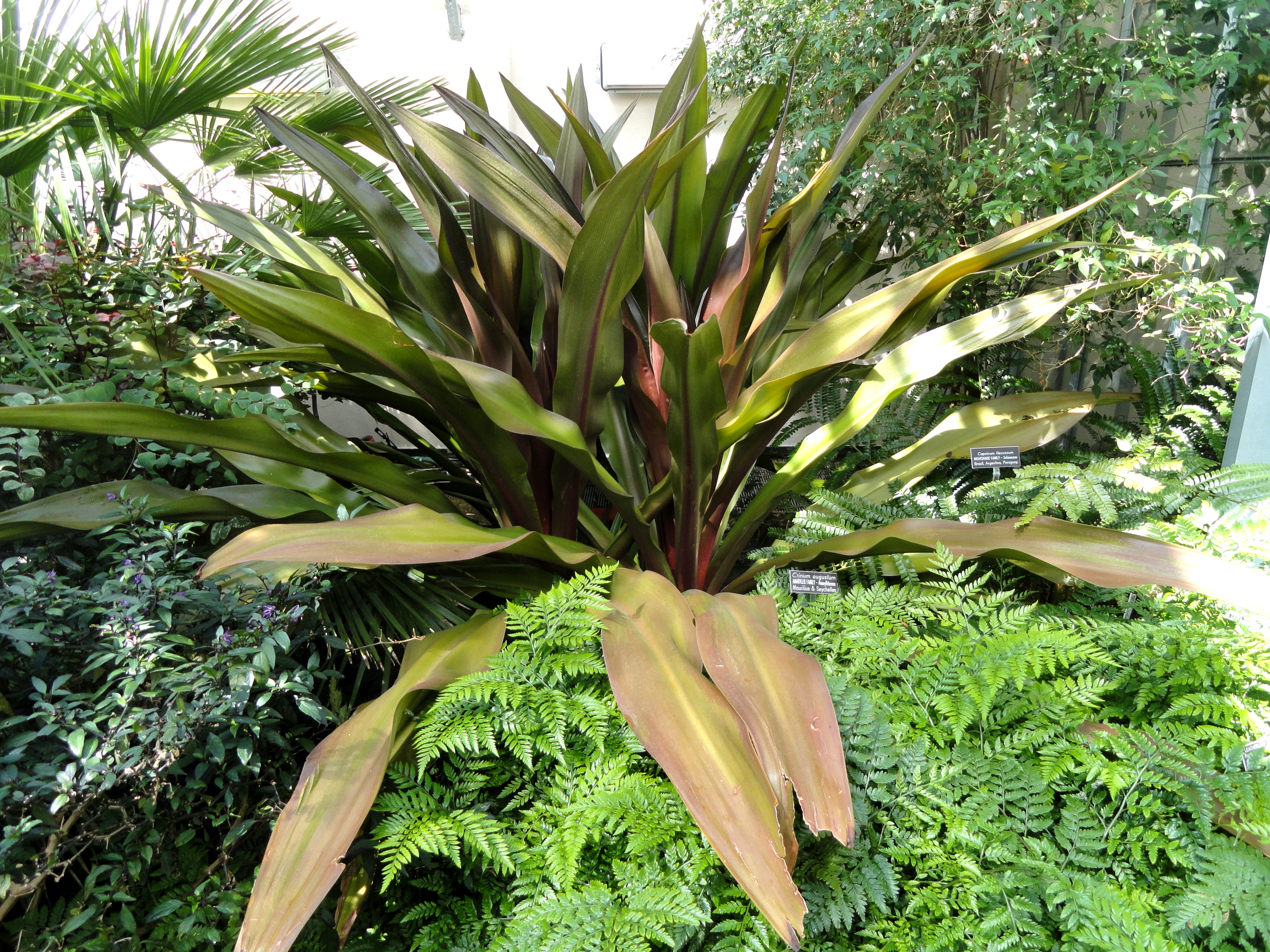
A növény
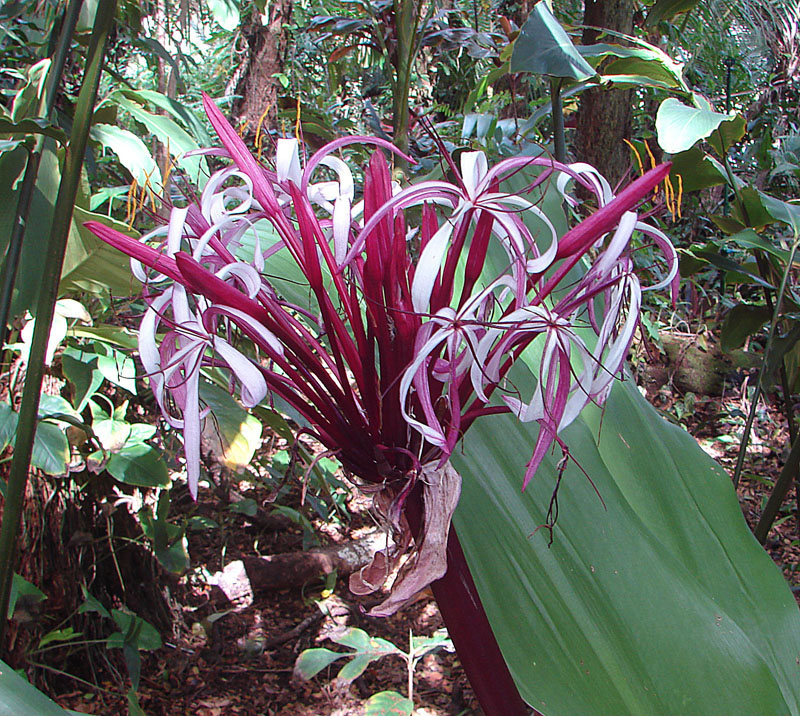
kivirágozva
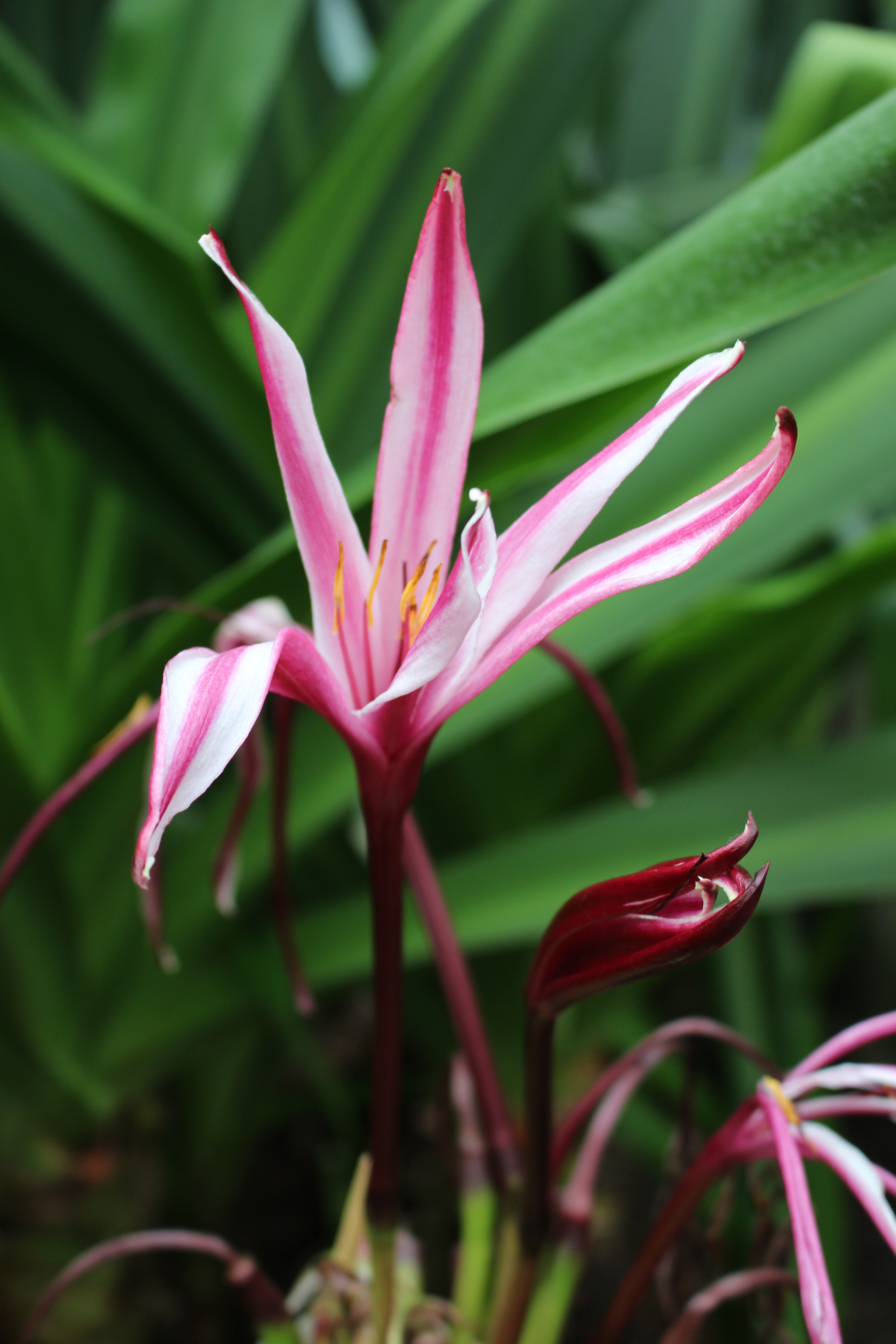
Virága
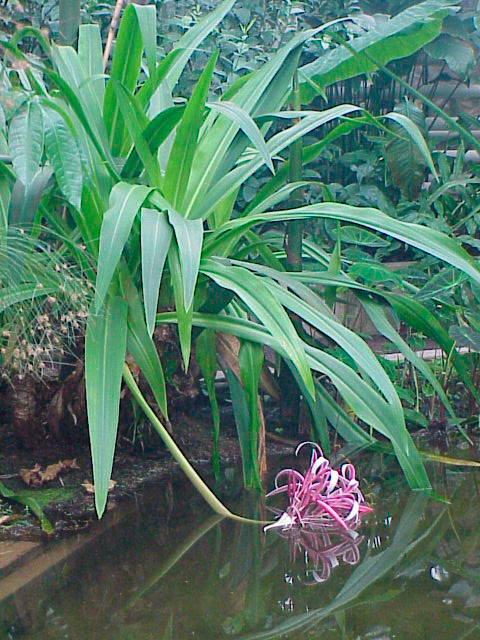
és levelei
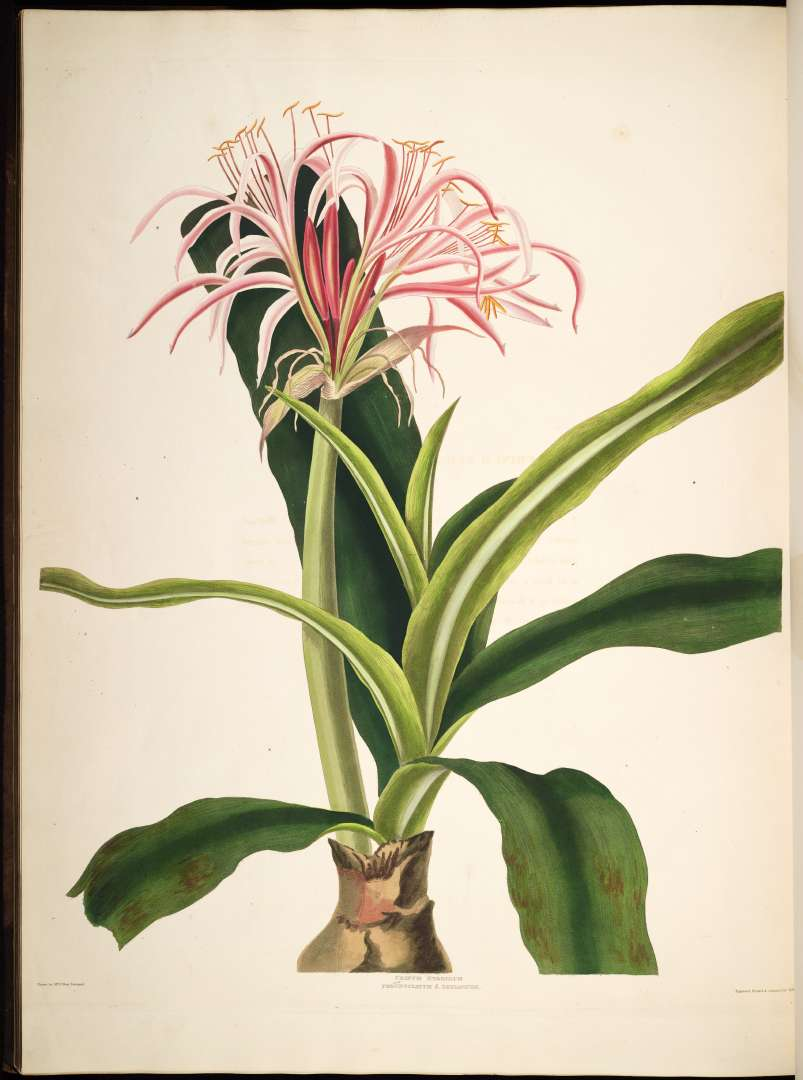
Rajz a növényről

### Fordítás
- Ez a szócikk részben vagy egészben  a   Crinum amabile című spanyol Wikipédia-szócikk ezen változatának fordításán alapul.  Az eredeti cikk szerkesztőit annak laptörténete sorolja fel. Ez a jelzés csupán a megfogalmazás eredetét és a szerzői jogokat jelzi, nem szolgál a cikkben szereplő információk forrásmegjelöléseként.